# Anolis gundlachi
Espèce
Synonymes
- Ctenonotus gundlachi (Peters, 1877)

Anolis gundlachi est une espèce de sauriens de la famille des Dactyloidae.

## Répartition
Cette espèce est endémique de Porto Rico.

## Description
Les mâles mesurent jusqu'à 68 mm et les femelles jusqu'à 45 mm.

## Étymologie
Cette espèce est nommée en l'honneur de Juan Gundlach.

## Publication originale
- Peters, 1877 : Über eine von Hrn. Viceconsul L. Krug und Dr. J. Gundlach auf der Insel Puertorico gemachte Sammlung von Säugethieren und Amphibien, so wie über die Entwickelung eines Batrachiers, Hylodes martinicensis Dum. Bibr., ohne Metamorphose. Monatsberichte der Königlich Preussischen Akademie der Wissenschaften zu Berlin, vol. 1876, p. 703-714 (texte intégral).